# Dicranopygium robustum
Dicranopygium robustum är en enhjärtbladig växtart som beskrevs av Gunnar Wilhelm Harling. Dicranopygium robustum ingår i släktet Dicranopygium och familjen Cyclanthaceae. Inga underarter finns listade.